# Adenomatous-polyposis-coli-Protein
Das Adenomatous-polyposis-coli (APC)-Protein ist ein Tumorsuppressor, der in allen Wirbeltieren vorkommt. APC ist Untereinheit des Degradationskomplexes, der im Normalfall β-Catenin abbaut und daher ein fester Bestandteil des Wnt-Signalweges ist. Ist APC mutiert, wird der Zellkern mit β-Catenin überflutet, als ob ein dauerndes Wnt-Signal gegeben wäre. Mutationen im APC-Gen können daher Ursache für mehrere Krankheiten sein, wie Familiäre adenomatöse Polyposis, Gardner-Syndrom, Medulloblastom oder Turcot-Syndrom. Weitere Funktionen des Proteins bei der embryonalen Entwicklung und der Stabilisierung des AMPA-Rezeptors sind inzwischen bekannt.
Normalerweise bildet das Protein zusammen mit dem Gerüstprotein Axin und der Proteinkinase GSK-3β einen Proteinkomplex, welcher β-Catenin bindet und seinen Abbau auslöst. Wenn nun eine Mutation in dem APC-Gen entsteht, kann die Affinität von β-Catenin zu dem Komplex gemindert werden und β-Catenin akkumuliert als ob der Wnt-Signalweg aktiviert wäre. Dies führt dazu, dass β-Catenin in den Zellkern wandert und dort TCF bindet und Wnt-Zielproteine wie cMyc exprimiert werden. Die Zelle proliferiert (teilt sich) unkontrolliert, und es bildet sich eine Krebs-Zelle.